# Heavy Iron Studios
Heavy Iron Studios, Inc. (ehemals Chemistry Entertainment) ist ein US-amerikanischer Videospielentwickler mit Sitz in Los Angeles, Kalifornien. Chemistry Entertainment wurde damals von Steve Gray gegründet und am 31. August 1999 an THQ verkauft und in Heavy Iron Studios umbenannt. Unter THQ produzierten sie vor allem lizenzierte Videospiele zu Spongebob, Scooby-Doo und Pixar Filmen wie Die Unglaublichen, Ratatouille, Wall-E und Oben. Sie konnten einen insgesamten Umsatz von über 500 Mio. $ erzielen und über 35 Mio. Einheiten verkaufen.
Am 1. Juni 2009 trennte sich das Unternehmen von THQ und wurde unabhängig.
Nach 11 Jahren Unabhängigkeit wurde das Unternehmen im September 2020 von Keywords Studios für 13,3 $ Millionen gekauft und im Januar 2021 vollständig übernommen.

## Entwickelte Spiele
| Jahr | Englischer Titel                                | Deutscher Titel                                  | Plattform | Anmerkungen                                                          |
| ---- | ----------------------------------------------- | ------------------------------------------------ | --- | -------------------------------------------------------------------- |
| 2000 | Evil Dead: Hail to the King                     | Evil Dead: Hail to the King                      | Microsoft Windows, Dreamcast, PlayStation                                                                                |                                                                      |
| 2002 | Scooby-Doo! Night of 100 Frights                | Scooby-Doo! Nacht der 100 Schrecken              | Xbox, PlayStation 2, GameCube                                                                                            |                                                                      |
| 2003 | SpongeBob SquarePants: Battle for Bikini Bottom | Spongebob Schwammkopf: Schlacht um Bikini Bottom | Xbox, PlayStation 2, GameCube                                                                                            | Die Deutsche Version zu dem Spiel gibt es nur auf der Playstation 2. |
| 2004 | The SpongeBob SquarePants Movie                 | Der Spongebob Schwammkopf Film                   | Xbox, PlayStation 2, GameCube                                                                                            |                                                                      |
| 2004 | The Incredibles                                 | Die Unglaublichen                                | Xbox, PlayStation 2, GameCube, Microsoft Windows, Mac OS X                                                               |                                                                      |
| 2005 | The Incredibles: Rise of the Underminer         | Die Unglaublichen: Der Angriff des Tunnelgräbers | Xbox, PlayStation 2, GameCube, Microsoft Windows, Mac OS X                                                               |                                                                      |
| 2007 | Ratatouille                                     | Ratatouille                                      | Xbox 360, PlayStation 3                                                                                                  | Die PS2/GCN/Xbox/Wii Version wurde von Asobo Studio entwickelt.      |
| 2008 | WALL-E                                          | Wall-E Der Letzte räumt die Erde auf             | Xbox 360, PlayStation 3, Wii                                                                                             | Die PS2/PSP Version wurde von Asobo Studio entwickelt.               |
| 2009 | Up                                              | Oben                                             | Xbox 360, PlayStation 3, Wii                                                                                             | Die PS2/PSP Version wurde von Asobo Studio entwickelt.               |
| 2009 | SpongeBob's Truth or Square                     | Spongebob's Eiskalt Entwischt                    | Xbox 360, Wii |                                                                      |
| 2011 | UFC Personal Trainer                            | UFC Personal Trainer                             | Xbox 360, PlayStation 3, Wii                                                                                             |                                                                      |
| 2012 | Family Guy: Back to the Multiverse              | Family Guy: Zurück ins Multiversum               | Microsoft Windows, Xbox 360, PlayStation 3                                                                               |                                                                      |
| 2012 | Harley Pasternak's Hollywood Workout            | Harley Pasternak's Hollywood Workout             | Xbox 360, Wii |                                                                      |
| 2015 | Fat City                                        | Fat City                                         | Microsoft Windows, PlayStation 4, Xbox One, Wii U, OS X, PlayStation Vita, PlayStation VR, iOS, Android, Nintendo Switch |                                                                      |
| 2017 | Amazon Odyssey                                  | Amazon Odyssey                                   | Microsoft Windows |                                                                      |
| 2020 | PAC-MAN Mega Tunnel Battle                      | PAC-MAN Mega Tunnel Battle                       | Stadia |                                                                      |

## Spiele mitentwickelt
| Jahr | Titel                                    | Plattform                                                                                   |
| ---- | ---------------------------------------- | ------------------------------------------------------------------------------------------- |
| 2007 | Ratatouille                              | Microsoft Windows, Mac OS X, Xbox, PlayStation 2, GameCube, Wii                             |
| 2008 | WALL-E                                   | Microsoft Windows, Mac OS X, PlayStation 2, PlayStation Portable                            |
| 2009 | Up                                       | Microsoft Windows, Mac OS X, PlayStation 2, PlayStation Portable                            |
| 2012 | Epic Mickey 2: The Power of Two          | Wii U                                                                                       |
| 2013 | Disney Infinity                          | Wii U, Wii                                                                                  |
| 2014 | South Park: The Stick of Truth           | Microsoft Windows, Xbox 360, PlayStation 3, Xbox One, PlayStation 4, Nintendo Switch        |
| 2014 | Disney Infinity 2.0: Marvel Super Heroes | Microsoft Windows, Wii U, iOS                                                               |
| 2014 | Disney Infinity: Toy Box                 | Microsoft Windows, iPad                                                                     |
| 2015 | Disney Infinity 3.0                      | Microsoft Windows, Wii U, iOS                                                               |
| 2016 | Call of Duty: Infinite Warfare           | Microsoft Windows, Xbox One, PlayStation 4                                                  |
| 2016 | The Martian VR Experience                | Microsoft Windows, PlayStation VR                                                           |
| 2017 | Call of Duty: WWII                       | Microsoft Windows, Xbox One, PlayStation 4                                                  |
| 2017 | Road Rage                                | Microsoft Windows, Xbox One, PlayStation 4                                                  |
| 2017 | Dreadnought                              | Microsoft Windows, PlayStation 4                                                            |
| 2018 | Ocean Casino                             | iOS, Android                                                                                |
| 2018 | H1Z1                                     | PlayStation 4, Microsoft Windows                                                            |
| 2018 | Star Wars: Jedi Challenges               | iOS, Android                                                                                |
| 2019 | The Grand Tour Game                      | Xbox One, PlayStation 4                                                                     |
| 2020 | Marvel's Avengers                        | Xbox One, PlayStation 4, Microsoft Windows, Xbox Series X/S, PlayStation 5, Stadia          |
| 2020 | Crash Bandicoot 4: It's About Time       | Xbox One, PlayStation 4, Microsoft Windows, Xbox Series X/S, PlayStation 5, Nintendo Switch |
| 2020 | Call of Duty: Black Ops Cold War         | Xbox One, PlayStation 4, Microsoft Windows, Xbox Series X/S, PlayStation 5                  |